# Federico di Waldeck e Pyrmont
Federico Adolfo Ermanno di Waldeck e Pyrmont (Arolsen, 20 gennaio 1865 – Arolsen, 26 maggio 1946) è stato l'ultimo principe regnante di Waldeck e Pyrmont dal 1893 sino al 1918.

## Biografia
Era figlio del principe Giorgio Vittorio di Waldeck e Pyrmont e della principessa Elena di Nassau. Era anche fratello della regina consorte olandese Emma. I suoi nonni materni furono Guglielmo di Nassau e la sua seconda moglie, Paolina di Württemberg. Paolina era figlia del principe Paolo di Württemberg e di Carlotta di Sassonia-Hildburghausen.
Paolo era figlio di Federico I di Württemberg e della moglie Augusta di Brunswick-Wolfenbüttel. Augusta era la figlia maggiore di Carlo Guglielmo Ferdinando di Brunswick-Lüneburg e della principessa Augusta di Hannover.
Federico era stato avviato sin da giovane allo studio delle leggi e, alla morte del padre 1893, venne chiamato ad ascendere al trono del principato di Waldeck e Pyrmont. Con lo scoppio della prima guerra mondiale prestò servizio come generale di cavalleria nell'esercito tedesco.
Travolto dalla rivoluzione del 1918 che fece crollare tutte le monarchie tedesche, fu il solo principe in Germania a non aver firmato la propria abdicazione, ma ad essere stato estromesso dal governo con la forza, sebbene egli avesse chiare le mutate condizioni del mondo attorno a lui. Le sue condizioni dopo l'abbandono del trono, ad ogni modo, non furono peggiori di quelle di altri principi di Germania: Federico ottenne l'usufrutto del palazzo di Bad Arolsen nonché il possesso della vicina foresta e della residenza di Hunighausen dal 1920.
Morì ad Arolsen il 26 maggio 1946.

## Matrimonio
Federico di Waldeck e Pyrmont sposò la Principessa Batilde di Schaumburg-Lippe, figlia di Guglielmo, Principe di Schaumburg-Lippe e di Matilda di Anhalt-Dessau, il 9 agosto 1895. Da questo matrimonio nacquero quattro figli:
- Giosea (1896-1967);
- Massimiliano Guglielmo Gustavo Ermanno (1898-1981);
- Elena (1899-1948);
- Giorgio Guglielmo Carlo Vittorio (1902-1971).

## Antenati
|                                         |                                       |                                                 | Genitori                                            |  |  | Nonni |  |  | Bisnonni                       |  |  | Trisnonni                                   |  |
|                                         |                                       |                                                 |                                                     |  |  |       |  |  | Giorgio I di Waldeck e Pyrmont |  |  | Carlo Augusto Federico di Waldeck e Pyrmont |  |
|                                         |                                       |                                                 |                                                     |  |  |       |  |  | Giorgio I di Waldeck e Pyrmont |  |  | Carlo Augusto Federico di Waldeck e Pyrmont |  |
|                                         |                                       | Cristiana Enrichetta del Palatinato-Zweibrücken |                                                     |  |  |       |  |  | Giorgio I di Waldeck e Pyrmont |  |  |                                             |  |
| Giorgio II di Waldeck e Pyrmont         |                                       |                                                 |                                                     |  |  |       |  |  | Giorgio I di Waldeck e Pyrmont |  |  |                                             |  |
|                                         |                                       | Augusta di Schwarzburg-Sondershausen            | Cristiano Günther III di Schwarzburg-Sondershausen  |  |  |       |  |  |                                |  |  |                                             |  |
|                                         |                                       | Augusta di Schwarzburg-Sondershausen            | Cristiano Günther III di Schwarzburg-Sondershausen  |  |  |       |  |  |                                |  |  |                                             |  |
|                                         |                                       | Augusta di Schwarzburg-Sondershausen            | Carlotta Guglielmina di Anhalt-Bernburg             |  |  |       |  |  |                                |  |  |                                             |  |
| Giorgio Vittorio di Waldeck e Pyrmont   |                                       | Augusta di Schwarzburg-Sondershausen            |                                                     |  |  |       |  |  |                                |  |  |                                             |  |
|                                         |                                       | Vittorio II di Anhalt-Bernburg-Schaumburg-Hoym  | Carlo di Anhalt-Bernburg-Schaumburg-Hoym            |  |  |       |  |  |                                |  |  |                                             |  |
|                                         |                                       | Vittorio II di Anhalt-Bernburg-Schaumburg-Hoym  | Carlo di Anhalt-Bernburg-Schaumburg-Hoym            |  |  |       |  |  |                                |  |  |                                             |  |
|                                         |                                       | Vittorio II di Anhalt-Bernburg-Schaumburg-Hoym  | Eleonora di Solms-Braunfels                         |  |  |       |  |  |                                |  |  |                                             |  |
| Emma di Anhalt-Bernburg-Schaumburg-Hoym |                                       | Vittorio II di Anhalt-Bernburg-Schaumburg-Hoym  |                                                     |  |  |       |  |  |                                |  |  |                                             |  |
|                                         |                                       | Amalia di Nassau-Weilburg                       | Carlo Cristiano di Nassau-Weilburg                  |  |  |       |  |  |                                |  |  |                                             |  |
|                                         |                                       | Amalia di Nassau-Weilburg                       | Carlo Cristiano di Nassau-Weilburg                  |  |  |       |  |  |                                |  |  |                                             |  |
|                                         |                                       | Amalia di Nassau-Weilburg                       | Carolina d'Orange-Nassau                            |  |  |       |  |  |                                |  |  |                                             |  |
| Federico di Waldeck e Pyrmont           |                                       | Amalia di Nassau-Weilburg                       |                                                     |  |  |       |  |  |                                |  |  |                                             |  |
|                                         | Federico Guglielmo di Nassau-Weilburg | Carlo Cristiano di Nassau-Weilburg              |                                                     |  |  |       |  |  |                                |  |  |                                             |  |
|                                         | Federico Guglielmo di Nassau-Weilburg | Carlo Cristiano di Nassau-Weilburg              |                                                     |  |  |       |  |  |                                |  |  |                                             |  |
|                                         | Federico Guglielmo di Nassau-Weilburg | Carolina d'Orange-Nassau                        |                                                     |  |  |       |  |  |                                |  |  |                                             |  |
| Guglielmo di Nassau                     | Federico Guglielmo di Nassau-Weilburg |                                                 |                                                     |  |  |       |  |  |                                |  |  |                                             |  |
|                                         |                                       | Luisa Isabella di Kirchberg                     | Guglielmo Giorgio di Kirchberg, conte di Hachenburg |  |  |       |  |  |                                |  |  |                                             |  |
|                                         |                                       | Luisa Isabella di Kirchberg                     | Guglielmo Giorgio di Kirchberg, conte di Hachenburg |  |  |       |  |  |                                |  |  |                                             |  |
|                                         |                                       | Luisa Isabella di Kirchberg                     | Isabella Augusta di Reuss-Greiz                     |  |  |       |  |  |                                |  |  |                                             |  |
| Elena di Nassau                         |                                       | Luisa Isabella di Kirchberg                     |                                                     |  |  |       |  |  |                                |  |  |                                             |  |
|                                         |                                       | Paolo Federico di Württemberg                   | Federico I di Württemberg                           |  |  |       |  |  |                                |  |  |                                             |  |
|                                         |                                       | Paolo Federico di Württemberg                   | Federico I di Württemberg                           |  |  |       |  |  |                                |  |  |                                             |  |
|                                         |                                       | Paolo Federico di Württemberg                   | Augusta di Brunswick-Wolfenbüttel                   |  |  |       |  |  |                                |  |  |                                             |  |
| Paolina di Württemberg                  |                                       | Paolo Federico di Württemberg                   |                                                     |  |  |       |  |  |                                |  |  |                                             |  |
|                                         |                                       | Carlotta di Sassonia-Hildburghausen             | Federico di Sassonia-Altenburg                      |  |  |       |  |  |                                |  |  |                                             |  |
|                                         |                                       | Carlotta di Sassonia-Hildburghausen             | Federico di Sassonia-Altenburg                      |  |  |       |  |  |                                |  |  |                                             |  |
|                                         |                                       | Carlotta di Sassonia-Hildburghausen             | Carlotta di Meclemburgo-Strelitz                    |  |  |       |  |  |                                |  |  |                                             |  |
|                                         |                                       | Carlotta di Sassonia-Hildburghausen             |                                                     |  |  |       |  |  |                                |  |  |                                             |  |